# Gilbert Du Thet
Gilbert Du Thet (1575-1613) est un frère jésuite qui fut l'un des premiers missionnaires à s'embarquer pour l'Acadie.

## Biographie
Laissant Dieppe le 31 décembre 1611, au plus fort de l'hiver, pour arriver heureusement à Port-Royal le 23 janvier 1612. La marquise de Guercheville lui avait confié 1000 écus pour aller aider les prêtres missionnaires de la Nouvelle-France. Cette confiance dont il était très-digne, lui avait attiré des déboires de la part de Siméon Imbert, commis à l'administration du navire qui le portait.
Ce même frère s'embarquait pour un second voyage sur le vaisseau du capitaine Plory, ayant pour chef d'équipage le capitaine de la Saussaye, et laissait Honneur le 12 mars 1613, pour arriver au cap de la Hève, en Acadie, le 16 mai suivant. Il accompagnait le père Jacques Quentin, qui célébra la sainte messe en ce lieu, après y avoir dressé une croix, y apposant les armoiries de madame la marquise de Guercheville pour marque de possession, prise en son nom.
De là, se remettant en mer, ils vinrent à Port-Royal, puis à Saint-Sauveur. Un navire anglais, commandé par Samuel Argall, vint attaquer leur vaisseau, et pendant le combat le frère Du Thet, qui avait eu le courage d'agir comme canonnier, reçut un coup de mousquet qui le renversa. Les Anglais s'étant rendus maîtres du vaisseau français mirent le blessé entre les mains de leur chirurgien, qui était catholique, et qui le fit porter à terre, où le père Biard le confessa et reçut ses derniers soupirs, vingt-quatre heures après l'accident.
La colonie de Port-Royal était dirigée par Charles de Biencourt en l'absence de son père Jean de Poutrincourt, fondateur et seigneur des lieux, rentré en France pour informer Marie de Médicis, reine mère, des problèmes rencontrés avec les Jésuites Biard et Massé. Le père Coton s'ingéniera à retarder le retour de Poutrincourt. Finalement l'établissement sera incendié par l'Anglais Argall, conduit sur les lieux par le père Biard, ennemi juré des Biencourt-Poutrincourt[réf. nécessaire].
Il fut enterré le même jour au pied d'une grande croix que les pères y avaient dressée.